# Mist Mountain
Mist Mountain är ett berg i Kanada.   Det ligger i provinsen Alberta, i den södra delen av landet, 2 900 km väster om huvudstaden Ottawa. Toppen på Mist Mountain är 3 140 meter över havet, eller 508 meter över den omgivande terrängen. Bredden vid basen är 7,6 km.
Terrängen runt Mist Mountain är kuperad åt nordost, men åt sydväst är den bergig.Trakten runt Mist Mountain är nära nog obefolkad, med mindre än två invånare per kvadratkilometer.. Det finns inga samhällen i närheten. 
I omgivningarna runt Mist Mountain växer i huvudsak barrskog.